# Quinto Elio Tuberón
Quinto Elio Tuberón (en latín, Quintus Aelius Tubero) fue un político, militar, jurista e historiador romano que se desempeñó como cónsul romano junto a Paulo Fabio Máximo durante el 11 a. C. También fue senador y gobernador. Fue hermano de Sexto Elio Cato y fue tío de Elia Petina, esposa del emperador Claudio.